# 马朝旭
马朝旭（1963年9月—），黑龙江省哈尔滨市人，中华人民共和国职业外交官。曾任中华人民共和国外交部第24任新闻发言人、外交部部长助理、驻澳大利亚联邦特命全权大使、中国常驻联合国日内瓦办事处和瑞士其他国际组织代表、中国常驻联合国代表。现任中华人民共和国外交部常务副部长（正部长级）。

## 简历

### 教育
1981-1985年，北京大学经济系世界经济专业本科。1985-1987年，北京大学经济学院政治经济学专业硕士。在北京大学读书期间，马朝旭曾参加1986年由新加坡广播局发起的首届亚洲大专辩论会，并捧得“全场最佳辩手”奖杯。第二年，完成学业的马朝旭进入中华人民共和国外交部服务，任外交部国际司随员，开始职业外交官生涯。

### 经历
此后，马朝旭历任中国常驻联合国代表团随员、三秘，外交部国际司三秘、副处长，国务院外事办公室副处长、处长、参赞，中央外办副局长，中国驻英国大使馆参赞，驻比利时大使馆和驻欧共体使团公使銜參贊等职。1994年到1995年间，曾在英国伦敦政治经济学院进修，获经济学硕士。2004年，出任外交部政策研究司副司长；2006年晋升司长；2009年2月转任外交部新闻司司长，同时出任外交部新闻发言人。2012年1月，出任外交部部长助理。2013年8月接替陳育明任中华人民共和国驻澳大利亚大使。2016年1月结束在澳洲任期归国，並于同年5月3日被免去大使職務。2016年3月，接替吴海龙，任常驻联合国日内瓦办事处和瑞士其他国际组织代表。2018年1月6日離任，並于同月25日接替劉結一擔任中國常駐聯合國代表。

#### 外交部副部长
2019年7月卸任回國，擔任外交部副部長，負責由原部長助理張軍主管的分管國際組織和會議、國際經濟、軍控事務。
2023年1月，升任外交部分管日常业务工作的副部长，明确为正部长级。

## 家庭
已婚，有一女，畢業於北京景山學校。